# Радио Бикини
Радио Бикини (англ. Radio Bikini) — американский документальный фильм, рассказывающий о ядерных испытаниях, проведённых на атолле Бикини в 1946 году во время операции «Перекрёсток». Название фильма объясняется тем, что в нём совершенно отсутствует речь диктора, а есть только смонтированные записи радиотрансляций тех лет.
В фильме принял участие ветеран испытаний Джон Смитермен (англ. John Smitherman), который скончался от рака через некоторое время после создания фильма.